# Myioborus
Myioborus – rodzaj ptaków z rodziny lasówek (Parulidae).

## Występowanie
Rodzaj obejmuje gatunki występujące w Ameryce.

## Morfologia
Długość ciała 13–13,5 cm, masa ciała 5,9–15 g.

## Systematyka

### Etymologia
Nazwa rodzajowa jest połączeniem słów z języka greckiego: μυια muia, μυιας muias – „mucha” oraz -βορος -boros – „-pożerający”  (βιβρωσκω bibrōskō – „pożerać”).

### Gatunek typowy
Setophaga verticalis Lafresnaye & d’Orbigny

### Podział systematyczny
Do rodzaju należą następujące gatunki:
- Myioborus pictus (Swainson, 1829) – pleszówka białoskrzydła
- Myioborus miniatus (Swainson, 1827) – pleszówka ciemnogłowa
- Myioborus brunniceps (Lafresnaye & d’Orbigny, 1837) – pleszówka brązowołbista
- Myioborus flavivertex (Salvin, 1887) – pleszówka żółtołbista
- Myioborus albifrons (P.L. Sclater & Salvin, 1871) – pleszówka białoczelna
- Myioborus ornatus (Boissonneau, 1840) – pleszówka ozdobna
- Myioborus melanocephalus (von Tschudi, 1844) – pleszówka okularowa
- Myioborus torquatus (S.F. Baird, 1865) – pleszówka przepasana
- Myioborus pariae W.H. Phelps Sr. & W.H. Phelps Jr., 1949 – pleszówka żółtolica
- Myioborus albifacies W.H. Phelps Sr. & W.H. Phelps Jr., 1946 – pleszówka białolica
- Myioborus cardonai J.T. Zimmer & W.H. Phelps Sr., 1945 – pleszówka szafranowa
- Myioborus castaneocapilla (Cabanis, 1849) – pleszówka kasztanołbista